# Guillaume de Conchamp
Guillaume de Conchamp est l’abbé fondateur de l’abbaye de Fontdouce à Saint-Bris-des-Bois à partir de 1111 et de l'abbaye de la Tenaille à Saint-Sigismond-de-Clermont en 1137. Seigneur de la maison de Taillebourg, il se retira du monde et vint rejoindre dans un lieu de solitude, près de Fontdouce, un ermite avec lequel il fonda un premier monastère.

## L’association Guillaume-de-Conchamp

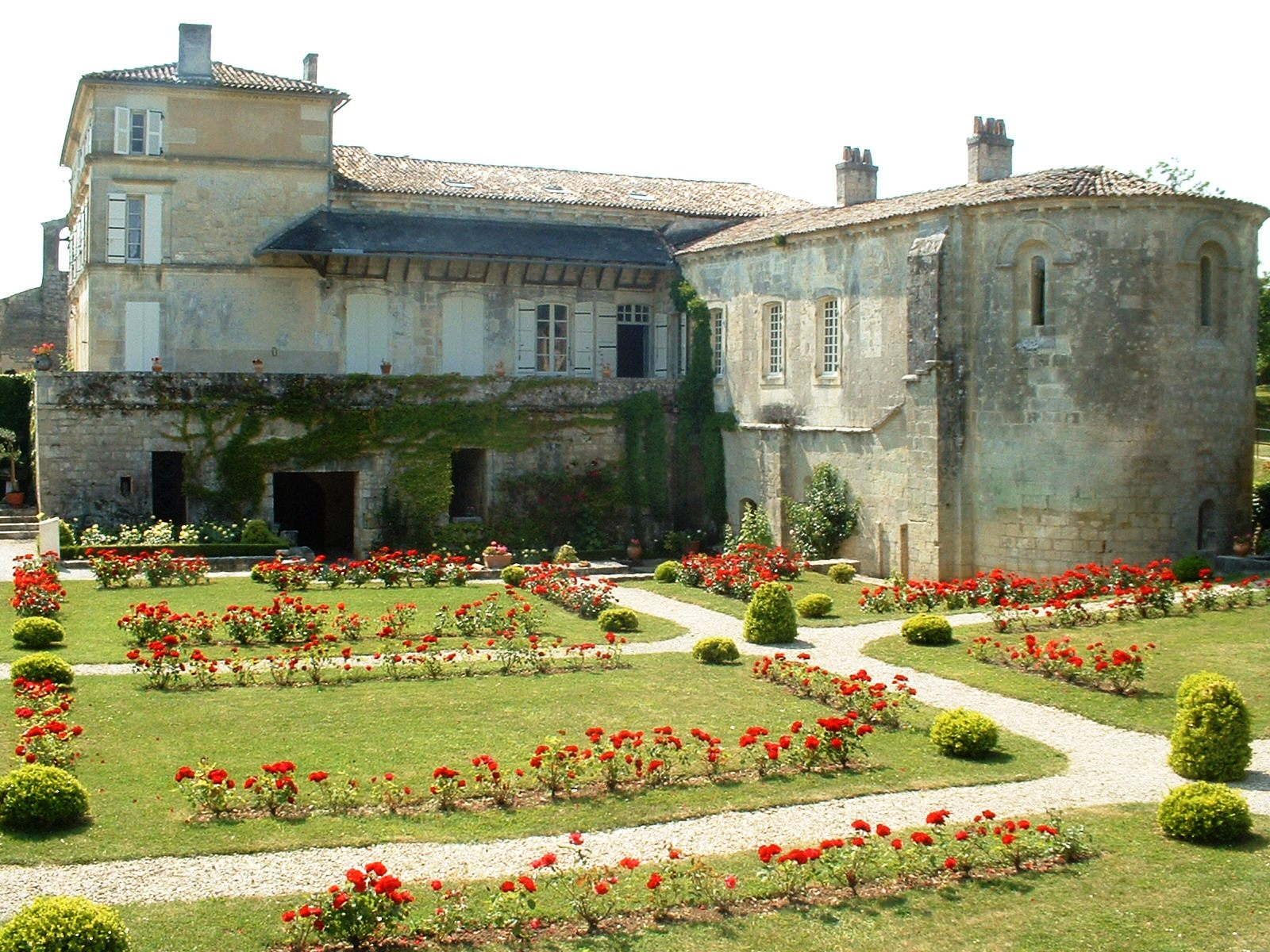
L'abbaye de Fontdouce.

Une association Guillaume-de-Conchamp a été créée en 1995 par un groupe de passionnés soucieux de développer et pérenniser l’activité touristique et culturelle de l’abbaye de Fontdouce. Elle anime le site par quelques manifestations ponctuelles, dont le festival Contes et concerts, et en assure la promotion. Reconnue « œuvre d’intérêt général » par l’administration fiscale en 2003, elle compte aujourd’hui plus de cent quatre-vingt dix membres.